# Galliherina
Galliherina es un género de foraminífero bentónico de la familia Stainforthiidae, de la superfamilia Turrilinoidea, del suborden Buliminina y del orden Buliminida. Su especie tipo es Bulimina uvigerinaformis. Su rango cronoestratigráfico abarca desde el Luisiense (Mioceno medio) hasta el Mohniense (Mioceno superior).

## Discusión
Clasificaciones previas incluían Galliherina en el suborden Rotaliina del orden Rotaliida.

## Clasificación
Galliherina incluye a la siguiente especie:
- Galliherina uvigerinaformis †